# Seznam křížových cest v Královéhradeckém kraji
Seznam křížových cest v Královéhradeckém kraji obsahuje Křížové cesty dochované i zaniklé. Seznam je řazen podle umístění a nemusí být úplný.

## Seznam
| Křížová cesta                   | Fotografie | Galerie                                                                                          | Maximální nadmořská výška (m n. m.) | Délka (km) | Rok         | Okres               | Souřadnice                       |
| ------------------------------- | ---------- | ------------------------------------------------------------------------------------------------ | ----------------------------------- | ---------- | ----------- | ------------------- | -------------------------------- |
| Adršpach                        |            | Kategorie „Stations of the Cross in Adršpach“ na Wikimedia Commons                               | 667                                 |            | 17. století | Náchod              | 50°37′28″ s. š., 16°7′41″ v. d.  |
| Božanov                         |            | Kategorie „Křížová cesta (Božanov)“ na Wikimedia Commons                                         | 430                                 |            | 1890        | Náchod              | 50°31′31″ s. š., 16°22′50″ v. d. |
| Byšičky                         |            | Kategorie „Stations of the Cross in Byšičky“ na Wikimedia Commons                                | 330                                 |            | po 1860     | Jičín               | 50°25′10″ s. š., 15°36′37″ v. d. |
| Černý Důl                       |            | Kategorie „Křížová cesta (Černý Důl)“ na Wikimedia Commons                                       | 585                                 |            | 1842        | Trutnov             | 50°38′2″ s. š., 15°42′38″ v. d.  |
| Červený Kostelec                |            | Kategorie „Stations of the Cross in Červený Kostelec“ na Wikimedia Commons                       | 435                                 |            | 1875        | Náchod              | 50°28′43″ s. š., 16°5′39″ v. d.  |
| Deštné v Orlických horách       |            | Kategorie „Stations of the Cross in Deštné v Orlických horách“ na Wikimedia Commons              | 650                                 |            | po 1900     | Rychnov nad Kněžnou | 50°17′57″ s. š., 16°20′32″ v. d. |
| Dědov (†)                       |            | Kategorie „Station of the Cross in Javor (Teplice nad Metují)“ na Wikimedia Commons              | 500                                 |            | po 1823     | Náchod              | 50°33′47″ s. š., 16°10′44″ v. d. |
| Dolní Lánov                     |            |                                                                                                  | 465                                 |            | 1741        | Trutnov             | 50°36′13″ s. š., 15°39′29″ v. d. |
| Horní Lánov                     |            |                                                                                                  | 575                                 |            | 1833        | Trutnov             | 50°38′31″ s. š., 15°38′25″ v. d. |
| Hostinné                        |            | Kategorie „Křížová cesta Hostinné“ na Wikimedia Commons                                          | 354                                 |            |             | Trutnov             | 50°32′29″ s. š., 15°43′18″ v. d. |
| Klášterská Lhota                |            | Kategorie „Křížová cesta (Klášterská Lhota)“ na Wikimedia Commons                                | 375                                 |            | 1825        | Trutnov             | 50°33′33″ s. š., 15°39′57″ v. d. |
| Kocléřov                        |            | Kategorie „Stations of the Cross in Kocléřov“ na Wikimedia Commons                               | 525                                 |            | 1848        | Trutnov             | 50°29′31″ s. š., 15°47′7″ v. d.  |
| Královec (†)                    |            |                                                                                                  | 620                                 |            | 1895        | Trutnov             | 50°39′52″ s. š., 15°59′14″ v. d. |
| Křinice                         |            | Kategorie „Stations of the Cross in Křinice“ na Wikimedia Commons                                | 505                                 |            | po 1850     | Náchod              | 50°34′55″ s. š., 16°15′53″ v. d. |
| Kuks (†)                        |            |                                                                                                  | 400                                 |            | 1735        | Trutnov             | 50°23′52″ s. š., 15°50′58″ v. d. |
| Libčany                         |            | Kategorie „Stations of the Cross in Libčany“ na Wikimedia Commons                                | 275                                 |            |             | Hradec Králové      | 50°11′29″ s. š., 15°41′41″ v. d. |
| Malé Svatoňovice                |            | Kategorie „Stations of the Cross in Malé Svatoňovice“ na Wikimedia Commons                       | 475                                 |            | 1893        | Trutnov             | 50°32′11″ s. š., 16°3′1″ v. d.   |
| Martínkovice (u hřbitova)       |            | Kategorie „Stations of the Cross in Martínkovice“ na Wikimedia Commons                           | 385                                 |            | po 1800     | Náchod              | 50°33′35″ s. š., 16°21′45″ v. d. |
| Martínkovice (u kaple sv. Anny) |            | Kategorie „Stations of the Cross in Martínkovice near Chapel of Saint Anna“ na Wikimedia Commons | 455                                 |            |             | Náchod              | 50°32′27″ s. š., 16°18′23″ v. d. |
| Nová Paka                       |            | Kategorie „Stations of the Cross in Nová Paka“ na Wikimedia Commons                              | 475                                 |            | 1746        | Jičín               | 50°29′27″ s. š., 15°30′33″ v. d. |
| Pecka                           |            | Kategorie „Stations of the Cross in Pecka“ na Wikimedia Commons                                  | 412                                 |            | 1772        | Jičín               | 50°28′54″ s. š., 15°36′30″ v. d. |
| Petříkovice (†)                 |            |                                                                                                  | 575                                 |            | 1872        | Trutnov             | 50°36′28″ s. š., 15°59′59″ v. d. |
| Potštejn                        |            | Kategorie „Stations of the Cross in Potštejn“ na Wikimedia Commons                               | 443                                 |            | 1754        | Rychnov nad Kněžnou | 50°4′42″ s. š., 16°18′37″ v. d.  |
| Přepychy                        |            | Kategorie „Stations of the Cross in Přepychy“ na Wikimedia Commons                               | 350                                 |            | 1889        | Rychnov nad Kněžnou | 50°13′39″ s. š., 16°7′2″ v. d.   |
| Rokole                          |            | Kategorie „Stations of the Cross in Rokole“ na Wikimedia Commons                                 | 521                                 |            | 1874        | Rychnov nad Kněžnou | 50°20′50″ s. š., 16°14′23″ v. d. |
| Stárkov                         |            | Kategorie „Stations of the Cross in Stárkov“ na Wikimedia Commons                                | 520                                 |            | 1755        | Náchod              | 50°31′57″ s. š., 16°8′34″ v. d.  |
| Studánka                        |            |                                                                                                  | 350                                 |            | 1904        | Rychnov nad Kněžnou | 50°16′29″ s. š., 16°12′15″ v. d. |
| Suchý Důl                       |            | Kategorie „Stations of the Cross (Suchý Důl)“ na Wikimedia Commons                               | 550                                 |            | 1893        | Náchod              | 50°32′35″ s. š., 16°15′20″ v. d. |
| Temný Důl                       |            | Kategorie „Stations of the Cross in Stará Hora (Horní Maršov)“ na Wikimedia Commons              | 675                                 |            | 1854        | Trutnov             | 50°39′58″ s. š., 15°48′27″ v. d. |
| Vernéřovice (†)                 |            |                                                                                                  | 500                                 |            | před 1900   | Náchod              | 50°37′6″ s. š., 16°11′25″ v. d.  |
| Voletiny                        |            | Kategorie „Křížová cesta Voletiny“ na Wikimedia Commons                                          | 450                                 |            |             | Trutnov             | 50°35′20″ s. š., 15°55′36″ v. d. |
| Zdobnice                        |            | Kategorie „Stations of the Cross in Zdobnice“ na Wikimedia Commons                               | 790                                 |            | 1787        | Rychnov nad Kněžnou | 50°13′50″ s. š., 16°25′36″ v. d. |
| Zlatnice                        |            | Kategorie „Křížová cesta (Zlatnice)“ na Wikimedia Commons                                        | 505                                 |            | 1938, 2010  | Jičín               | 50°30′47″ s. š., 15°35′5″ v. d.  |